# Qeqqata
Il Qeqqata Kommunia, o semplicemente Qeqqata, è un comune della Groenlandia di 115.500 km²; si trova nella parte occidentale della Groenlandia: a nord confina con il comune di Qeqertalik, a est e a sud con il comune di Sermersooq e a ovest si affaccia sullo Stretto di Davis.
Il comune di Qeqqata è stato istituito il 1º gennaio 2009 dopo la riforma che ha rivoluzionato il sistema di suddivisione interna della Groenlandia: i precedenti comuni di Maniitsoq e Sisimiut si sono fusi e hanno formato l'attuale comune di Qeqqata.
Nel territorio del comune attuale si trova il colle di Alanngorsuaq.